# Annia Aurelia Galeria Lucilla

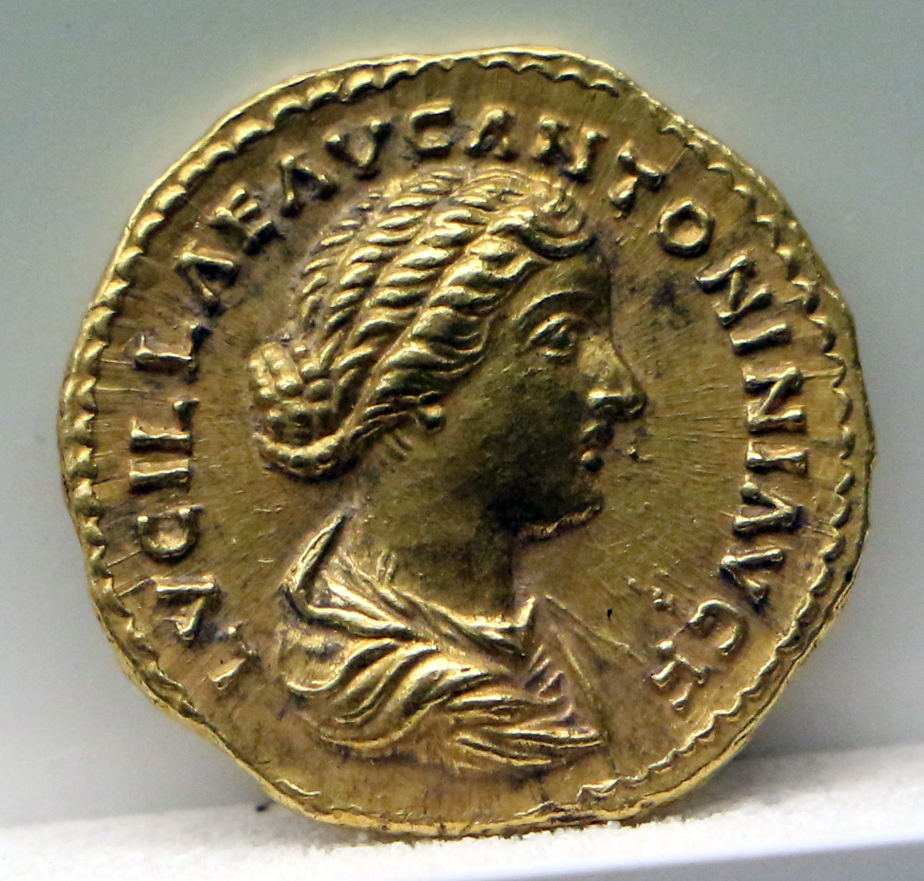
Ein Aureus mit dem Porträt Lucillas

Annia Aurelia Galeria Lucilla (* 7. März 148 oder 149; † 181/182) war die Tochter des römischen Kaisers Mark Aurel und die Ehefrau seines Mitkaisers Lucius Verus.

## Leben

### Lucilla und Lucius Verus

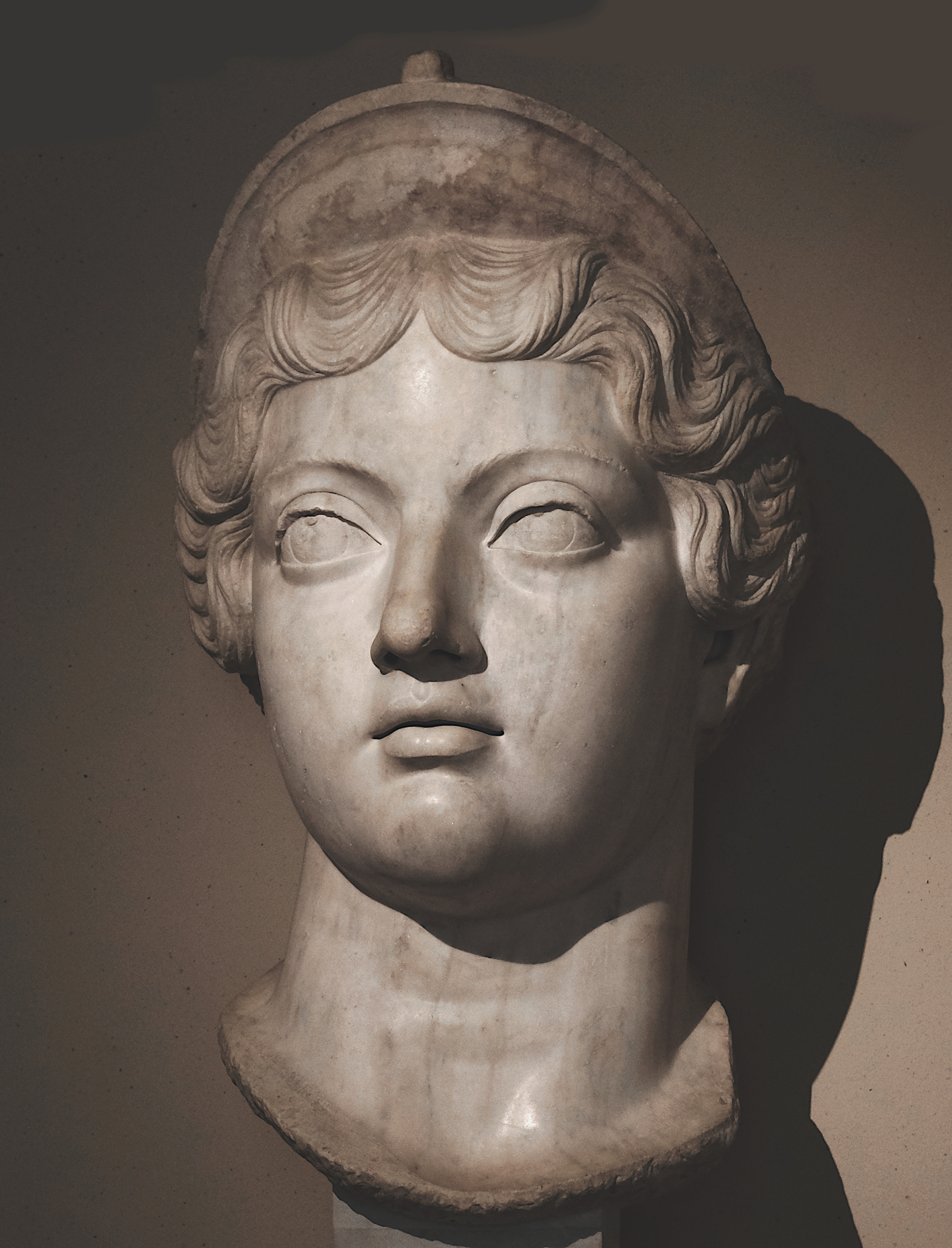
Lucilla (Louvre, Ma1171).

Lucilla wurde am 7. März 148 oder 149 als Tochter des Kaisers Mark Aurel und seiner Frau Faustina geboren. Sie war die ältere Schwester des späteren Kaisers Commodus.
161 wurde die etwa elfjährige Lucilla mit dem zwanzig Jahre älteren Lucius Verus, dem Adoptivbruder und Mitkaiser ihres Vaters, verlobt. Diese Verlobung sollte die Bindung zwischen den beiden Kaisern sichern und festigte gleichzeitig die Hierarchie zwischen ihnen, indem Lucius Verus als Schwiegersohn eine Generation unter seinem nur wenige Jahre älteren Schwiegervater stand. Die Verlobung hinderte Verus aber nicht daran, eine Beziehung mit der schönen Pantheia aus Smyrna zu beginnen, die viele Jahre bestand.
Die Hochzeit zwischen Mitkaiser und Kaisertochter fand 164 statt. Da sich der Bräutigam seit 162 wegen seines Feldzugs gegen die Parther in den Osten des Reiches befand, wurde Lucilla in der Begleitung seiner Schwester Fabia zu ihm geschickt. Dabei erhielt Lucilla wie ihre Mutter den Ehrentitel Augusta.
Lucilla begleitete ihren Ehemann. In Antiochia am Orontes schenkte sie 165 einer Tochter das Leben. Ob sie weitere Kinder mit Lucius Verus hatte, ist nicht bekannt.
Bei dem glanzvollen Triumphzug, mit dem Lucius Verus gemeinsam mit Mark Aurel seinen Sieg über die Parther in Rom feierte, nahm entgegen der Tradition die ganze antoninische Familie einschließlich der Frauen und Kinder teil. Kurz darauf brach 166 die sogenannte Antoninische Pest, eine von den Legionären aus dem Kriegsgebiet in Mesopotamien mitgebrachte Seuche, aus, die über zwanzig Jahre im Reich wüten sollte. Zudem fielen germanische Stämme ins Reich ein. Die beiden Kaiser brachen 168 zur Nordgrenze auf, kehrten auf Rat des Hofarztes Galen aber dann nach Rom zurück. Noch unterwegs erlitt Lucius Verus einen schweren Schlaganfall. Er starb drei Tage später im Alter von 39 Jahren in Altinum. Lucilla war mit nur 19 Jahren bereits Witwe.

### Lucilla und Pompeianus
Nach dem Tod des Verus wucherten wilde Gerüchte. Auch Lucilla wurde verdächtigt, ihren Gatten ermordet zu haben. Dass sie tatsächlich für dessen frühen Tod verantwortlich war, ist aber sehr unwahrscheinlich, büßte sie doch damit ihre einflussreiche Stellung als Kaisergattin ein.
Mark Aurel suchte noch vor Ablauf des Trauerjahres einen neuen Gatten für seine Tochter. Er fand ihn in Tiberius Claudius Pompeianus. Dieser stammte aus Syrien und war ein schon älterer, loyaler Anhänger des Kaisers, dessen Stärken vor allem auf militärischem Gebiet lagen. Er wurde zum treuesten Mitarbeiter des Kaisers während der Markomannenkriege. Lucilla fügte sich nur unter Widerständen in diese Heirat, da sie einen jüngeren, vornehmeren Ehemann wie Avidius Cassius, den sie in Syrien kennengelernt hatte, bevorzugt hätte. Auch ihre Mutter war gegen diese Verbindung. Aus der Beziehung stammte ein Sohn Claudius Pompeianus (* 170 oder später).
Lucilla und Pompeianus begleiteten den Kaiser 172 an die Donaufront in sein Feldlager in Carnuntum bei Wien. Pompeianus unterstützte Mark Aurel 173 als Konsul. Im Jahr 175 beruhigte sich die Lage im Reich wieder: Der Usurpator Avidius Cassius, einst Wunschpartner Lucillas, wurde ermordet und die Germanen an der Donau schlossen Frieden mit den Römern.
Doch bereits 178 musste der kaiserliche Hof, darunter auch Lucilla und ihr Ehemann, wieder nach Norden aufbrechen. Mark Aurel starb nur gut ein Jahr später vermutlich in Vindobona. Commodus übernahm nun die Macht. Die Hoffnungen seiner Schwester Lucilla, dass ihr Mann Pompeianus an der Macht beteiligt werden würde, erfüllten sich nicht.

### Lucilla und Commodus
Über die Ereignisse der nächsten beiden Jahre gibt es unterschiedliche Berichte. Eine Tradition berichtet, dass Spannungen zwischen Lucilla und Bruttia Crispina, der Ehefrau des Commodus, die Atmosphäre am Hof schwer belasteten. Lucilla fühlte sich gegenüber ihrer Schwägerin zurückgesetzt. Aus diesen höfischen Auseinandersetzungen ist wohl der nicht unbegründete Vorwurf zu erklären, sie sei 181 an einer Verschwörung zum Sturz ihres Bruders beteiligt gewesen.
Nach Berichten des Herodian hatte Claudius Pompeianus Quintianus – wohl ein Neffe oder Stiefsohn des Pompeianus – zusammen mit Claudius Ummidius Quadratus einen fehlgeschlagenen Anschlag auf den Kaiser im Kolosseum organisiert. Lucilla wurde nun verdächtigt, Quintianus und Ummidius Quadratus angestiftet zu haben. Zudem gab es den wohl berechtigten Vorwurf, sie habe mit Quintianus, der mit ihrer Tochter aus erster Ehe verheiratet war und einen Sohn Lucius Aurellius Commodus Pompeianus hatte, ein Verhältnis gehabt. Während die beiden Männer gleich nach dem Anschlag hingerichtet wurden, wurde Lucilla zunächst auf die Insel Capri verbannt. Ob sie tatsächlich für das Attentat auf ihren Bruder mitverantwortlich war oder einer darauffolgenden Säuberungswelle zum Opfer fiel, bleibt ungewiss. Sie wurde schließlich 181 oder 182 hingerichtet.